# Saison 1 d'Under the Dome
Chronologie
Saison 2
Cet article présente les treize épisodes de la première saison de la série télévisée Under the Dome.

## Distribution

### Acteurs principaux
- Mike Vogel (VF : Anatole de Bodinat) : Dale « Barbie » Barbara
- Rachelle Lefèvre (VF : Adeline Moreau) : Julia Shumway
- Natalie Martinez (VF : Ingrid Donnadieu) : Shériff Linda Esquivel
- Britt Robertson (VF : Camille Donda) : Angie McAlister
- Alexander Koch (VF : Alexandre Nguyen) : James « Junior » Rennie Jr.
- Colin Ford (VF : David Dos Santos) : Joe McAlister
- Mackenzie Lintz (VF : Alice Taurand) : Elinore « Norrie » Calvert-Hill
- Nicholas Strong (VF : Jean-Baptiste Anoumon) : Phil Bushey
- Jolene Purdy (VF : Olivia Nicosia) : Dodee Weaver (épisodes 1 à 12)
- Aisha Hinds (VF : Laura Zichy) : Carolyn Hill (épisodes 1 à 7, 12 et 13)
- Dean Norris (VF : Jean-François Aupied) : James « Big Jim » Rennie

### Acteurs récurrents et invités
- Samantha Mathis (VF : Valérie Nosrée) : Alice Calvert (épisodes 1 à 7 et 13)
- Beth Broderick (VF : Monique Nevers) : Rose Twitchell, propriétaire du Sweetbriar Rose (épisodes 1 à 6)
- Leon Rippy (VF : Jean-Bernard Guillard) : Ollie Dinsmore (épisodes 3 à 9)
- Kevin Sizemore (VF : Stéphane Roux) : Paul Randolph (épisodes 2 et 3)
- Dale Raoul (VF : Mireille Delcroix) : Andrea Grinnell (épisodes 1, 5 à 7, 9 et 13)
- R. Keith Harris (VF : Michael Aragones) : Peter Shumway, mari de Julia (épisodes 1, 2 et 4)
- Ned Bellamy (VF : Philippe Dumond) : Révérend Lester Coggins[1] (épisodes 1 à 5)
- John Elvis (VF : Anatole Thibault) : Ben Drake, meilleur ami de Joe (épisodes 1 à 3, 5, 12 et 13)
- Josh Carter : Rusty Denton, fiancé de Linda (épisodes 1 et 5)
- Jeff Fahey : Chef de la police Howard « Duke » Perkins (épisodes 1 et 2)
- Andrew Vogel (VF : Yann Peira) : Carter Thibodeau (épisodes 3, 5, 6 et 8)
- Megan Ketch (en) : Harriet Arnold (épisode 7)
- Natalie Zea : Maxine Seagrave[2] (épisodes 9 à 11)
- Mare Winningham : Agatha Seagrave[3] / Claire (épisode 10 et 11)

## Liste des épisodes

### Épisode 1:Coupés du monde
- États-Unis /  Canada : 24 juin 2013 sur CBS[4] / Global[5]
- Suisse : 26 octobre 2013 sur RTS Un
- France : 31 octobre 2013 sur M6[6]
- Belgique : 4 novembre 2013 sur BeTV
- Québec : 
  - décembre 2013 sur Club Illico[7]
  - 2 septembre 2014 sur TVA[8]

- États-Unis : 13,53 millions de téléspectateurs[9] (première diffusion)
- Canada : 2,08 millions de téléspectateurs[10] (première diffusion)
- France : 4,66 millions de téléspectateurs[11] (première diffusion)
- Québec : 1,342 million de téléspectateurs[12] (première diffusion + différé 7 jours)

- Dale Raoul (Andrea Grinnell)
- John Elvis (Ben Drake)
- Michael Rosander (Curé)
- Talmadge Ragan (Femme en sang)
- Kwajalyn Brown (Infirmière)
- R. Keith Harris (Peter Shumway)
- John Casino (Chef des Pompiers)
- Josh Carter (Rusty)

Les habitants de Chester's Mill sont soudain coupés du monde extérieur lorsqu'une barrière invisible apparaît. Les communications avec le monde extérieur sont impossibles et les habitants sont livrés à eux-mêmes.
Julia, une journaliste, enquête sur un mystérieux arrivage de propane à Chester's Mill avant que la barrière n'apparaisse. Après l'apparition de cette barrière, elle est sans nouvelle de son mari et prend la décision d'héberger Dale, surnommé « Barbie », qui n'est pas de la région. Mais elle ne sait pas que « Barbie » pourrait bien avoir un lien avec la disparition de son mari.

### Épisode 2:Le Grand Feu
- États-Unis /  Canada : 1er juillet 2013 sur CBS / Global
- Suisse : 26 octobre 2013 sur RTS Un
- France : 31 octobre 2013 sur M6
- Belgique : 4 novembre 2013 sur BeTV
- Québec : 9 septembre 2014 sur TVA

- États-Unis : 11,81 millions de téléspectateurs[13] (première diffusion)
- Canada : 1,61 million de téléspectateurs[14] (première diffusion)
- France : 4,6 millions de téléspectateurs[11] (première diffusion)
- Québec : 1,303 million de téléspectateurs[15] (première diffusion + différé 7 jours)

- Ned Bellamy (Révérend Lester Coggins)
- John Elvis (Ben Drake)
- R. Keith Harris (Peter Shumway)
- Joe Knezevich (Freddy Denton)
- Kevin Sizemore (Paul)
- Troy Rudeseal (EMT)

À Chester's Mill, les habitants sont sous le choc lorsqu'ils apprennent que la barrière invisible qui les sépare du monde extérieur est en réalité un dôme qui englobe toute la ville.
La ville doit également se remettre de la mort du shérif Duke. Ce que les habitants ne savent pas, c'est qu'il était impliqué dans les arrivages de propane en ville avec la complicité du conseiller « Big Jim » Rennie et du révérend Coggins. Ces derniers vont tenter de couvrir leurs traces en détruisant ce qui reliait le shérif Duke aux arrivages de propane, pour que l'affaire du propane continue de rester secrète. Mais en tentant de détruire des preuves, le révérend Coggins va accidentellement mettre le feu à la maison du shérif Duke. Aucun pompier n'étant en ville, les habitants vont devoir s'entraider pour éteindre le feu.

### Épisode 3:Chasse à l'homme
- États-Unis /  Canada : 8 juillet 2013 sur CBS / Global
- Suisse : 26 octobre 2013 sur RTS Un
- France : 31 octobre 2013 sur M6
- Belgique : 11 novembre 2013 sur BeTV
- Québec : 16 septembre 2014 sur TVA

- États-Unis : 10,71 millions de téléspectateurs[16] (première diffusion)
- Canada : 1,78 million de téléspectateurs[17] (première diffusion)
- France : 4,6 millions de téléspectateurs[11] (première diffusion)
- Québec : 1,044 million de téléspectateurs[18] (première diffusion + différé 7 jours)

- Ned Bellamy (Révérend Lester Coggins)
- Leon Rippy (Ollie Dinsmore)
- John Elvis (Ben Drake)
- Kevin Sizemore (Paul)
- Darryl Booker (Habitant)
- Andrew Vogel (Carter)

Linda enferme Paul dans une cellule après son homicide involontaire sur son collègue Freddy. Mais Paul s'échappe.
Devant son père, Junior accuse Barbie de l'avoir frappé sans raison. Il tente ensuite de trouver une issue dans les tunnels de l'usine de ciment mais le dôme est toujours présent.
Big Jim et Barbie retrouvent Paul ; mais il est abattu par Linda, car il menaçait Big Jim avec un fusil.
Norrie et Joe ont une crise d'épilepsie dans laquelle ils répètent : « Les étoiles roses tombent du ciel ».

### Épisode 4:Le Fléau
- États-Unis /  Canada : 15 juillet 2013 sur CBS / Global
- Suisse : 2 novembre 2013 sur RTS Un
- France : 7 novembre 2013 sur M6
- Belgique : 11 novembre 2013 sur BeTV
- Québec : 23 septembre 2014 sur TVA

- États-Unis : 11,13 millions de téléspectateurs[19] (première diffusion)
- Canada : 1,79 million de téléspectateurs[20] (première diffusion)
- France : 4,5 millions de téléspectateurs[21] (première diffusion)
- Québec : 984 000 téléspectateurs[22] (première diffusion + différé 7 jours)

- Ned Bellamy (Révérend Lester Coggins)
- Leon Rippy (Ollie Dinsmore)
- Celia Weston (Mrs. Moore)
- R. Keith Harris (Peter Shumway)
- Crystal Martinez (Infirmière Adams)
- Elena Varela (Habitant)
- Dane Northcutt (Voisin)
- Robin Dale Robertson (Mr. Cunningham)

Les habitants de Chester's Mill sont touchés par une épidémie mais malheureusement il n'y a pas assez d'antibiotiques pour soigner tous les malades.
L’hôpital est mis en quarantaine sous la surveillance de « Junior ». Pendant que « Big Jim » et « Barbie » vont chercher des antibiotiques à la pharmacie, ils ont une mauvaise surprise : les médicaments ont été volés par le révérend Lester Coggins.
Julia Shumway, souffrante, s’échappe de l'hôpital et découvre la cabane de son mari. Elle apprend que ses comptes sont vides, que sa maison est hypothéquée. « Barbie » lui avoue que son mari était un joueur et qu'il était venu chercher son argent.

### Épisode 5:M.O.A.B.
- États-Unis /  Canada : 22 juillet 2013 sur CBS / Global
- Suisse : 2 novembre 2013 sur RTS Un
- France : 7 novembre 2013 sur M6
- Belgique : date inconnue
- Québec : 30 septembre 2014 sur TVA

- États-Unis : 11,6 millions de téléspectateurs[23] (première diffusion)
- Canada : 1,95 million de téléspectateurs[24] (première diffusion)
- France : 4,3 millions de téléspectateurs[21] (première diffusion)
- Québec : 1,014 million de téléspectateurs[25] (première diffusion + différé 7 jours)

- Ned Bellamy (Révérend Lester Coggins)
- Dale Raoul (Andrea Grinnell)
- John Elvis (Ben Drake)
- Andrew Vogel (Carter)
- Jeff Glor (Lui-même)
- Al Vicente (Dell)
- Josh Carter (Rusty)
- Ellen Rice (Maman de Dodee)
- Gary Weeks (Michael)
- Rahsheem Shabazz (Jeune soldat)
- Ed Ricker (Fils d'Andrea)

L'armée laisse les habitants de Chester's Mill avoir des nouvelles de leurs proches. Barbie apprend que le dôme va être la cible d'un missile à 13 h 15. La plupart des habitants se réfugie dans les mines.

### Épisode 6:Pluie d'enfer
- États-Unis /  Canada : 29 juillet 2013 sur CBS / Global
- Suisse : 2 novembre 2013 sur RTS Un
- France : 7 novembre 2013 sur M6
- Québec : 7 octobre 2014 sur TVA

- États-Unis : 11,41 millions de téléspectateurs[26] (première diffusion)
- Canada : 1,99 million de téléspectateurs[27] (première diffusion)
- France : 4,08 millions de téléspectateurs[21] (première diffusion)
- Québec : 982 000 téléspectateurs[28] (première diffusion + différé 7 jours)

- Dale Raoul (Andrea Grinnell)
- Leon Rippy (Ollie Dinsmore)
- Crystal Martinez (Infirmière Adams)
- Andrew Vogel (Carter Thibodeau)
- Jaret Sears (Clint Dundee)
- Linds Edwards (Waylon Dundee)
- Ray Stoney (Dres Johnson)
- Lucia Forte (Ida Turlow)
- Kelley Davis (Kay Fannon)
- Zach Hanner (Gérant du Food Mart)
- Tony Schnur (Terry)
- Luke Donaldson (Scotty Fannon)

Une pénurie d'eau touche les habitants de Chester's Hill. Les comportements sont de plus en plus agressifs. Rose Twitchell, gérante d'un restaurant, se fera tuer pour du bœuf !
De son côté, Big Jim négocie avec Ollie pour avoir accès à son puits.

### Épisode 7:Le Cercle de la vie
- États-Unis /  Canada : 5 août 2013 sur CBS / Global
- Suisse : 9 novembre 2013 sur RTS Un
- France : 14 novembre 2013 sur M6
- Québec : 14 octobre 2014 sur TVA

- États-Unis : 10,42 millions de téléspectateurs[29] (première diffusion)
- Canada : 1,87 million de téléspectateurs[30] (première diffusion)
- France : 3,9 millions de téléspectateurs[31] (première diffusion)
- Québec : 967 000 téléspectateurs[32] (première diffusion + différé 7 jours)

- Dale Raoul (Andrea Grinnell)
- Megan Ketch (Harriet)
- Leon Rippy (Ollie Dinsmore)
- John Elvis (Ben Drake)
- Jeff Chase (Boomer)
- Jaret Sears (Clint Dundee)
- Linds Edwards (Waylon Dundee)

La voisine de Julia, Harriet Arnold, perd les eaux avec six semaines d'avance en touchant le dôme. Julia, Barbie, Carolyn et Alice la font accoucher. Une petite fille voit le jour et Harriet la prénomme Alice, en remerciement pour l'aide apportée par Alice adulte à l'accouchement. Mais peu après l'accouchement, la Alice adulte, en manque d'insuline, meurt d'une crise cardiaque.
Junior et Linda traquent les frères Dundee qui ont tué Rose pendant que Angie lui dit adieu.
Big Jim et Ollie se querellent pour la gouvernance de Chester's Mill.

### Épisode 8:Le Monarque sera couronné
- États-Unis /  Canada : 12 août 2013 sur CBS / Global
- Suisse : 9 novembre 2013 sur RTS Un
- France : 14 novembre 2013 sur M6
- Québec : 21 octobre 2014 sur TVA

- États-Unis : 10,36 millions de téléspectateurs[33] (première diffusion)
- Canada : 1,88 million de téléspectateurs[34] (première diffusion)
- France : 3,6 millions de téléspectateurs[31] (première diffusion)
- Québec : 858 000 téléspectateurs[35] (première diffusion + différé 7 jours)

- Leon Rippy (Ollie Dinsmore)
- Andrew Vogel (Carter)
- Michael Tourek (Wendell)
- Jimmy Gonzales (Volontaire)
- Bob Fisher (Fermier)

Ollie détient un puits, seule réserve d'eau de la ville. Aucune négociation n'a abouti pour arriver à un arrangement. 
Big Jim réunit des hommes pour prendre de force le puits. Une confrontation a lieu entre les hommes de Big Jim et les hommes de Ollie.
Barbie, ne prônant pas la violence, fait sauter ce puits afin que les autres puits de la ville soit approvisionnés.
Junior souhaite tuer son père à la suite d'une déclaration de Ollie. Face à Ollie et Big Jim, il tue Ollie croyant davantage son père.
Joe montre à Julia l’œuf noir devenu rose. Cette dernière a une vision de Joe disant « Le monarque sera couronné ».
- Le titre original fait référence au proverbe : « Blood is thicker than water », ce qui se traduit par « les liens du sang sont plus fort que tout ».

### Épisode 9:La Quatrième Main
- États-Unis /  Canada : 19 août 2013 sur CBS / Global
- Suisse : 9 novembre 2013 sur RTS Un
- France : 21 novembre 2013 sur M6
- Québec : 28 octobre 2014 sur TVA

- États-Unis : 10,64 millions de téléspectateurs[36] (première diffusion)
- Canada : 1,81 million de téléspectateurs[37] (première diffusion)
- France : 3,9 millions de téléspectateurs[38] (première diffusion)
- Québec : 925 000 téléspectateurs[39] (première diffusion + différé 7 jours)

- Dale Raoul (Andrea Grinnell)
- Natalie Zea (Maxine Seagrave)
- Raheem Babalola (Ted)
- Evan Gamble (Larry)
- Ray Stoney (Dres Johnson)
- Matt Cornwell (Client)

Une certaine Max menace Big Jim. 
Ce dernier organise une collecte d'armes afin, soi-disant, d’éviter des meurtres entre voisins. Barbie l'aide dans cette collecte.
Il s'avère que Barbie connait également cette Max puisqu'il a travaillé auparavant pour elle.
Si Big Jim et Barbie ne collaborent pas avec elle, elle révèlera les secrets des deux hommes.
Angie fait une crise dans le restaurant de Rose. Junior lui montre une toile que sa mère a peint il y a 9 ans : lui-même sur une colline regardant des étoiles roses tombant du ciel.
Julia, Joe et Norrie sont à la recherche de l'œuf qui a disparu de la forêt. Il s'avère que ce dernier se trouve dans la ferme à côté de la maison d'Angie et Joe. Angie a vu Joe l’emmener en ce lieu en pleine nuit.

### Épisode 10:Fight Club
- États-Unis /  Canada : 26 août 2013 sur CBS / Global
- Suisse : 16 novembre 2013 sur RTS Un
- France : 21 novembre 2013 sur M6
- Québec : 4 novembre 2014 sur TVA

- États-Unis : 11,11 millions de téléspectateurs[40] (première diffusion)
- Canada : 1,8 million de téléspectateurs[41] (première diffusion)
- France : 3,6 millions de téléspectateurs[38] (première diffusion)
- Québec : 935 000 téléspectateurs[42] (première diffusion + différé 7 jours)

- Natalie Zea (Maxine Seagrave)
- Mare Winningham (Agatha Seagrave)
- Berry Newkirk (Hoddie Guy)
- Derek Roberts (Duncan)
- Crystal Martinez (Infirmière Adams)
- Rey Hernandez (Otto)
- Matthew Austin Murray (Victor)

### Épisode 11:Le Diable en personne
- États-Unis /  Canada : 2 septembre 2013 sur CBS / Global
- Suisse : 16 novembre 2013 sur RTS Un
- France : 28 novembre 2013 sur M6
- Québec : 11 novembre 2014 sur TVA

- États-Unis : 11,15 millions de téléspectateurs[43] (première diffusion)
- Canada : 1,73 million de téléspectateurs[44] (première diffusion)
- France : 4,2 millions de téléspectateurs[45] (première diffusion)
- Québec : 931 000 téléspectateurs[46] (première diffusion + différé 7 jours)

- Natalie Zea (Maxine Seagrave)
- Mare Winningham (Agatha)
- Crystal Martinez (Infirmière Adams)
- Rey Hernandez (Otto)
- Christy Grantham (Femme)

Une tempête menace les habitants du dôme. Cette dernière prend fin quand Junior décide de rejoindre le groupe. Junior, Joe, Norrie et Angie se rendent alors au lieu indiqué par le mini-dôme couvant l'œuf. Ils voient alors apparaître Big Jim, comprennent que ce dernier doit mourir et que ce sont eux qui doivent s'en occuper.
Max tire sur Julia. Barbie l’emmène à l'hôpital et la sauve en compagnie de Joe. Ce dernier prend conscience que le monarque est probablement Barbie.
Barbie et Big Jim se lancent à la poursuite de Max, le diable selon Big Jim. Ils sont en désaccord sur son avenir et le moyen de l’arrêter. Big Jim tue Max et son équipier Otto puis menace Barbie. Il s'apprête à le tuer lui-aussi mais ce dernier le désarme. Linda arrive à ce moment et arrête Barbie. Barbie prend alors la fuite.

### Épisode 12:Circonstances aggravantes
- États-Unis /  Canada : 9 septembre 2013 sur CBS / Global
- Suisse : 23 novembre 2013 sur RTS Un
- France : 28 novembre 2013 sur M6
- Québec : 18 novembre 2014 sur TVA

- États-Unis : 9,72 millions de téléspectateurs[47] (première diffusion)
- Canada : 1,85 million de téléspectateurs[48] (première diffusion)
- France : 4,02 millions de téléspectateurs[45] (première diffusion)
- Québec : 924 000 téléspectateurs[49] (première diffusion + différé 7 jours)

- Jason Davis (Mr. Alcott)
- John Elvis (Ben Drake)
- Crystal Martinez (Infirmière Adams)
- Jay Gates (Pompier volontaire)

Une chasse à l'homme commence. Toutes les maisons sont fouillées pour retrouver Barbie.
Dodee vient voir Big Jim et lui parle de l'œuf. En venant la voir à la station de radio, Dodee apprend que Big Jim a tué le révérend Coggins. Big Jim la tue et met le feu à la station.
Big Jim part à la recherche de l'œuf et se rend à la ferme de Joe. L'œuf ne s'y trouve plus car Joe et Norrie l'ont caché.
Big Jim envoie Junior surveiller Julia et lui demande de l’appeler si elle reprend connaissance. Angie aidant Barbie dupe Junior et parvient à faire échapper Julia qui n'a toujours pas repris ses esprits. Angie prévient Junior sur la loyauté de son père et ce dernier est méfiant. Barbie se laisse attraper par la police et plaide non coupable devant les habitants du dôme. Angie parvient à cacher Julia dans la réserve de l'hôpital quand cette dernière reprend connaissance et confie que ce n'est pas Barbie qui lui a tiré dessus mais une fille.

### Épisode 13:In tenebris
- États-Unis /  Canada : 16 septembre 2013 sur CBS / Global
- Suisse : 23 novembre 2013 sur RTS Un
- France : 28 novembre 2013 sur M6
- Québec : 25 novembre 2014 sur TVA

- États-Unis : 12,1 millions de téléspectateurs[50] (première diffusion)
- Canada : 2,09 millions de téléspectateurs[51] (première diffusion)
- France : 3,84 millions de téléspectateurs[45] (première diffusion)
- Québec : 1,026 million de téléspectateurs[52] (première diffusion + différé 7 jours)

- Dale Raoul (Andrea Grinnell)
- John Elvis (Ben Drake)
- Chris J. Johnson (Volontaire)
- Kevin Patrick Murphy (Fermier)

## Audiences

### Aux États-Unis
| Numéro épisode | Titre original        | Titre français           | Chaîne | Date de diffusion originale (2013) | Audiences (en téléspectateurs) |
| -------------- | --------------------- | ------------------------ | ------ | ---------------------------------- | ------------------------------ |
| 1              | Pilot                 | Coupés du monde          | CBS    | Lundi 24 juin 2013                 | 13 530 000                     |
| 2              | The Fire              | Le Grand Feu             | CBS    | Lundi 1er juillet 2013             | 11 810 000                     |
| 3              | Manhunt               | Chasse à l'homme         | CBS    | Lundi 8 juillet 2013               | 10 710 000                     |
| 4              | Outbreak              | Le Fléau                 | CBS    | Lundi 15 juillet 2013              | 11 130 000                     |
| 5              | Blue on Blue          | M.O.A.B.                 | CBS    | Lundi 22 juillet 2013              | 11 600 000                     |
| 6              | The Endless Thirst    | Pluie d'enfer            | CBS    | Lundi 29 juillet 2013              | 11 410 000                     |
| 7              | Imperfect Circles     | Cercles imparfaits       | CBS    | Lundi 5 août 2013                  | 10 420 000                     |
| 8              | Thicker Than Water    | De l'eau au prix fort    | CBS    | Lundi 12 août 2013                 | 10 360 000                     |
| 9              | The Fourth Hand       | La Quatrième Main        | CBS    | Lundi 19 août 2013                 | 10 640 000                     |
| 10             | Let the Games Begin   | Fight Club               | CBS    | Lundi 26 août 2013                 | 11 110 000                     |
| 11             | Speak of the Devil    | Quand on parle du diable | CBS    | Lundi 2 septembre 2013             | 11 150 000                     |
| 12             | Exigent Circumstances | Situation d'urgence      | CBS    | Lundi 9 septembre 2013             | 9 720 000                      |
| 13             | Curtains              | Rideaux                  | CBS    | Lundi 16 septembre 2013            | 12 100 000                     |

- La moyenne de cette saison est de 11,21 millions de téléspectateurs.

### En France
| Numéro épisode | Titre original        | Titre français            | Chaîne | Date de diffusion originale (2013) | Audiences (en téléspectateurs) | Parts d'audiences |
| -------------- | --------------------- | ------------------------- | ------ | ---------------------------------- | ------------------------------ | ----------------- |
| 1              | Pilot                 | Coupés du monde           | M6     | Jeudi 31 octobre 2013              | 4 660 000                      | 20,5 %            |
| 2              | The Fire              | Le Grand Feu              | M6     | Jeudi 31 octobre 2013              | 4 600 000                      | 19,5 %            |
| 3              | Manhunt               | Chasse à l'homme          | M6     | Jeudi 31 octobre 2013              | 4 600 000                      | 24,5 %            |
| 4              | Outbreak              | Le Fléau                  | M6     | Jeudi 7 novembre 2013              | 4 500 000                      | 16,3 %            |
| 5              | Blue on Blue          | M.O.A.B.                  | M6     | Jeudi 7 novembre 2013              | 4 300 000                      | 16,9 %            |
| 6              | The Endless Thirst    | Pluie d'enfer             | M6     | Jeudi 7 novembre 2013              | 4 080 000                      | 21,3 %            |
| 7              | Imperfect Circles     | Le Cercle de la vie       | M6     | Jeudi 14 novembre 2013             | 3 900 000                      | 14,7 %            |
| 8              | Thicker Than Water    | Le Monarque sera couronné | M6     | Jeudi 14 novembre 2013             | 3 600 000                      | 14,7 %            |
| 9              | The Fourth Hand       | La Quatrième Main         | M6     | Jeudi 21 novembre 2013             | 3 900 000                      | 14,7 %            |
| 10             | Let the Games Begin   | Fight Club                | M6     | Jeudi 21 novembre 2013             | 3 600 000                      | 14,7 %            |
| 11             | Speak of the Devil    | Le Diable en personne     | M6     | Jeudi 28 novembre 2013             | 4 200 000                      | 15,7 %            |
| 12             | Exigent Circumstances | Circonstances aggravantes | M6     | Jeudi 28 novembre 2013             | 4 020 000                      | 16,4 %            |
| 13             | Curtains              | In tenebris               | M6     | Jeudi 28 novembre 2013             | 3 840 000                      | 20,8 %            |

- La moyenne de cette saison est de 4,14 millions de téléspectateurs.